# Banji
Banji är ett släkte av Oviraptorida dinosaurier. Den innefattar en art, Banji long, namnet kommer från kinesiskan och betyder "drake med randig tuppkam". Man har enbart hittat ett kranium och en underkäke.